# Gladiador de Monteiro
El gladiador de Monteiro (Malaconotus monteiri) és un ocell de la família dels malaconòtids (Malaconotidae).

## Hàbitat i distribució
Habita localment, els boscos de la zona afrotròpica, al nord-oest d'Angola i el Mont Camerun.